# Västra Marströmmen
Västra Marströmmen är ett naturreservat i Västerviks kommun i Kalmar län.
Området är naturskyddat sedan 2011 och är 271 hektar stort. Reservatet ligger väster om södra utlöparen av sjön Maren och besår av bergknallar och skogbeklädda sluttningar och dalar.